# Santuario del Santissimo Crocifisso (Terranova Sappo Minulio)
Il santuario del Santissimo Crocifisso è un luogo di culto cattolico di Terranova Sappo Minulio. Ubicato nel viale III novembre, al suo interno custodisce il miracoloso Crocifisso ligneo del XV secolo.

## Storia
Nel corso degli anni, a partire dalla sua edificazione (che risale agli anni successivi al terremoto del 1783), ha subito numerosi rimaneggiamenti, conseguenza anche di danni provocati dal sisma del 1894 e dai successivi terremoti del 1905 e del 1908.
Fino ai primi del Novecento il santuario del Crocifisso era, a tutti gli effetti, un modesto tempietto lungo circa dieci metri e largo sette con un'abside di tre metri per quattro di larghezza, per un'altezza di circa sette metri e mezzo, fra l'altro aperta al culto soltanto nei novenari precedenti le festività del 3 maggio e del 14 settembre e nei venerdì di marzo per l'esercizio della Via Crucis.
Interventi successivi hanno modificato la capienza del santuario ed anche l'originario stile architettonico della facciata. Importanti, soprattutto, i lavori di consolidamento avviati nel 1962 e portati a compimento nel triennio seguente.

## Descrizione
Il santuario è costruita a navata unica, con ingresso centrale e due porte laterali, con campanile a cuspide.
Sull'altare maggiore del santuario, in una artistica pala all'interno di una nicchia, si custodisce una statua lignea di Gesù Crocifisso nero, risalente al XVI secolo, venerata con festeggiamenti annuali ricorrenti in data 2 e 3 maggio. 
Sul frontespizio della pala sei pannelli ricordano i "fatti" leggendari collegati al Crocifisso (opera dello scultore Di Raco di Reggio Calabria): 
- il miracolo di Palmi (20 luglio 1533), quando, durante l'incontro del Crocifisso con la Madonna del Soccorso, il Crocifisso ha trasudato sangue dal  costato ferito;
- la spedizione del popolo terranovese verso Palmi per riprendersi il Crocifisso colà trattenuto dopo il miracolo;
- la "scoperta" del Crocifisso ritornato da solo nella propria chiesa per scongiurare possibili incidenti tra terranovesi e palmesi;
- il luogo del primitivo ritrovamento;
- il Crocifisso nel rogo delle fiamme appiccicate dai Saraceni;
- il ritrovamento della statua miracolosamente illesa.
- Sei angeli - un bassorilievo in bronzo dorato - completano l'opera.

## Festività e ricorrenze
- Festa del Santissimo Crocifisso (3 maggio, con processione per le vie cittadine).[1]

## Titoli
- Santuario diocesano. Con provvedimento del Presidente della Repubblica del 19 febbraio 1963, pubblicato sulla Gazzetta Ufficiale della Repubblica Italiana in data 17 aprile 1963, il luogo di culto ha avuto il riconoscimento giuridico di santuario;[2]
- Chiesa sussidiaria. Il luogo di culto appartiene alla Parrocchia di Maria Santissima Assunta e Sant'Elia.[3]

Inoltre, il santuario è stato elevato a chiesa giubilare della diocesi di Oppido Mamertina-Palmi in occasione del Giubileo ordinario del 2025.

## Galleria d'immagini

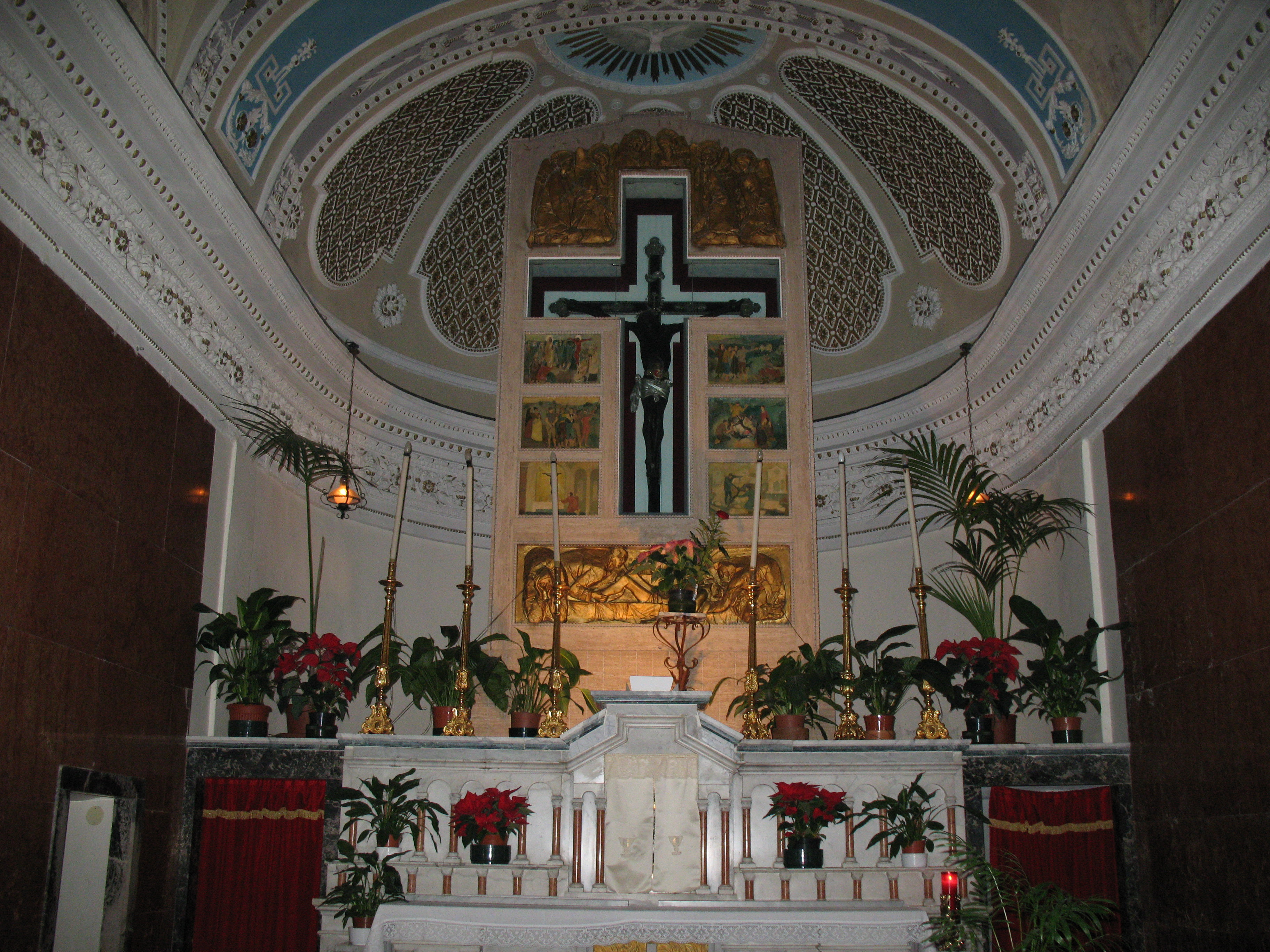
Statua lignea del SS. Crocefisso - visibili i sei pannelli e il bassorilievo
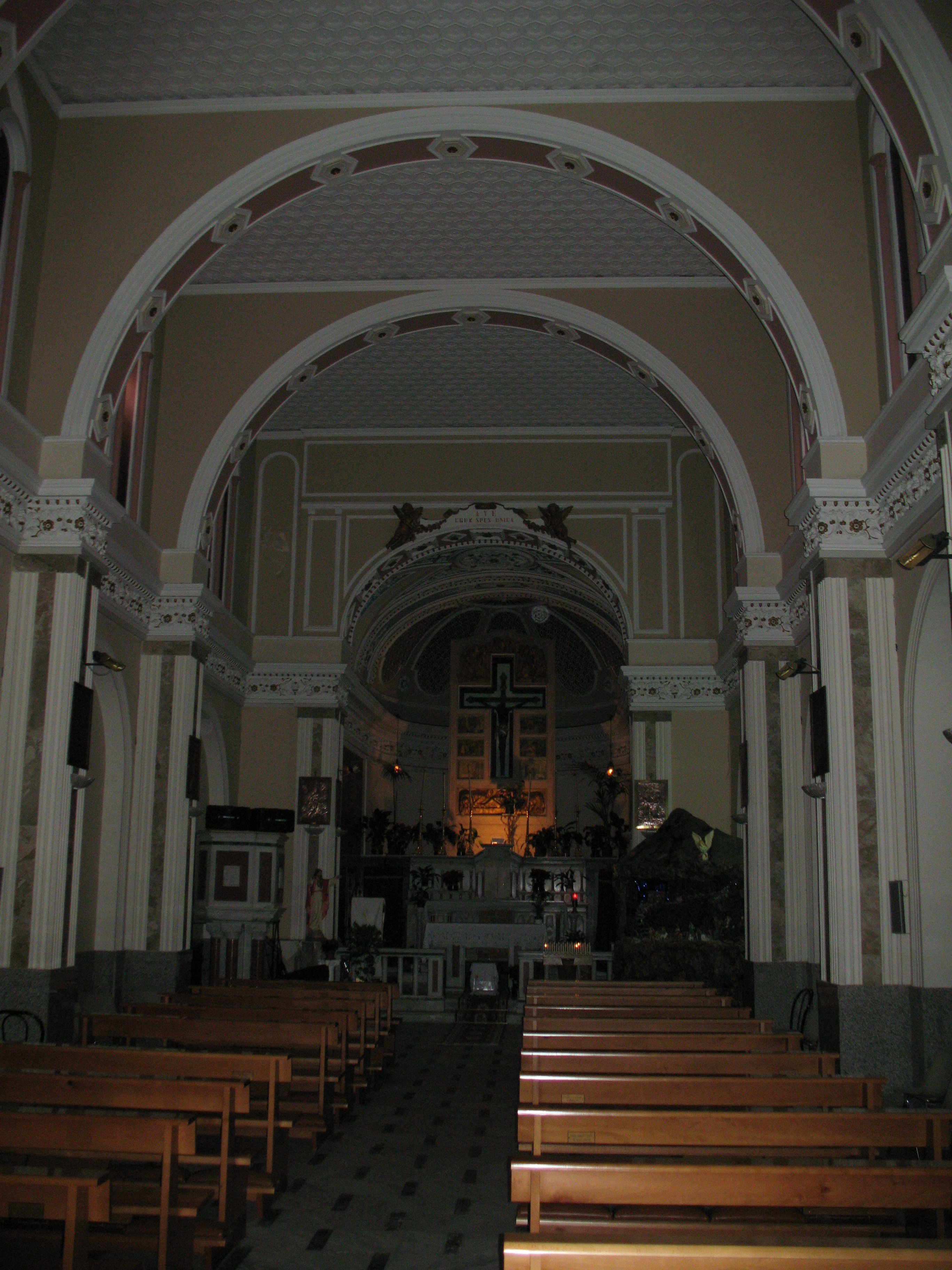
Chiesa del SS. Crocifisso, interno
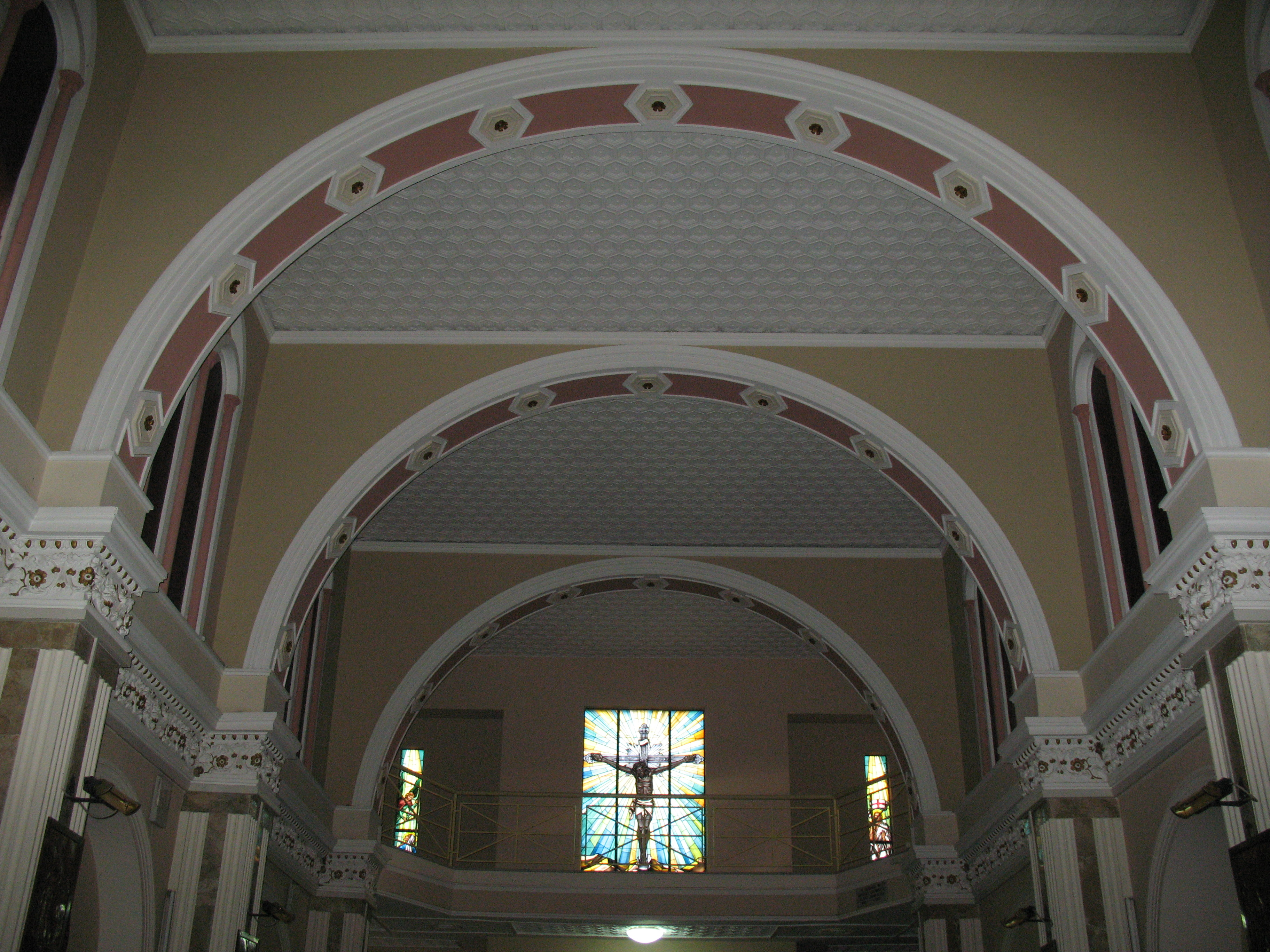
Chiesa del SS. Crocifisso, foto dall'abside verso l'ingresso
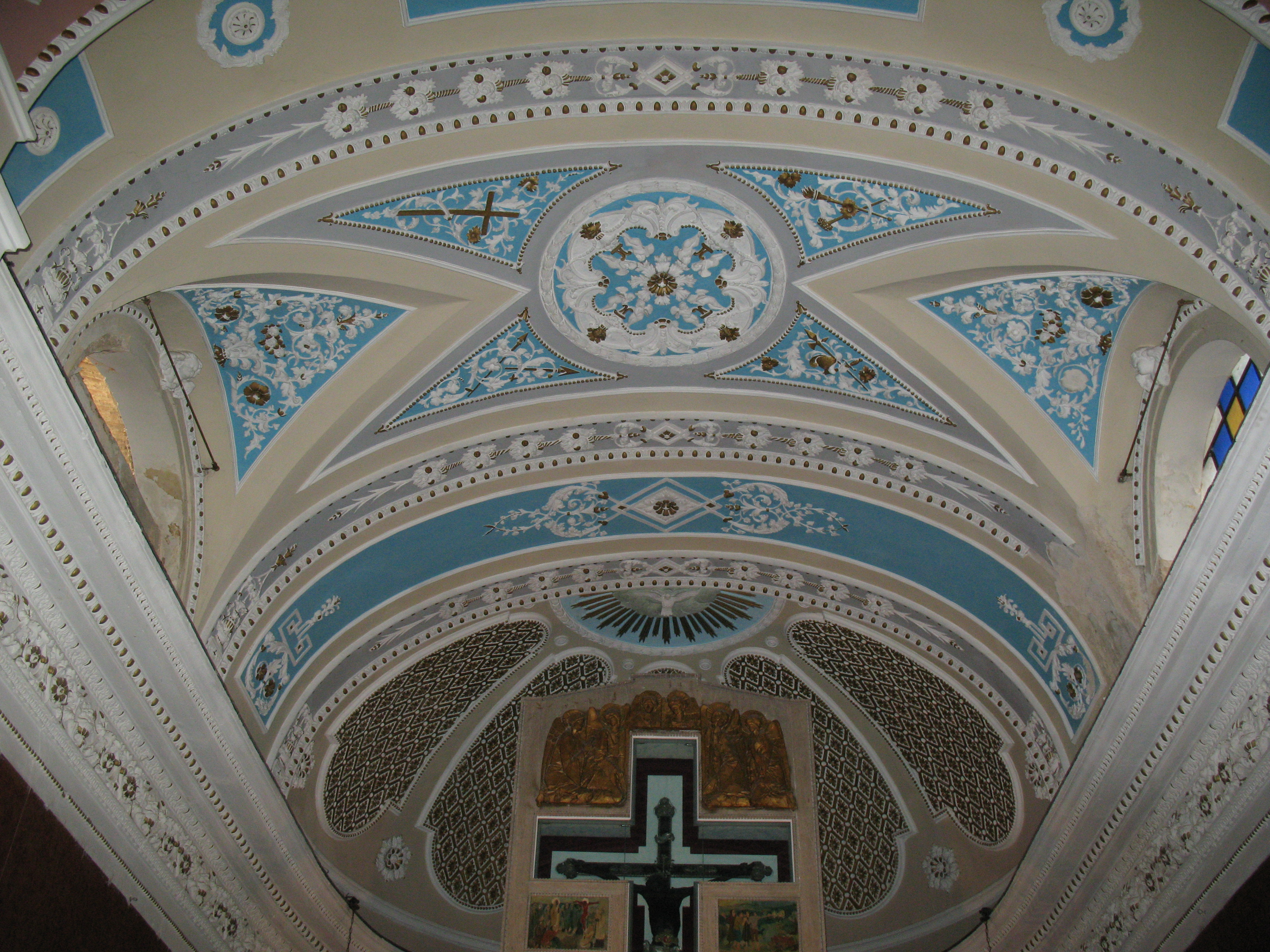
Chiesa del SS. Crocifisso, soffitto